# غريني (نيويورك)
غريني (بالإنجليزية: Greene, New York)‏ هي بلدة أمريكية تقع في الولايات المتحدة في مقاطعة تشينانغو، نيويورك. يقدر عدد سكانها بـ 5,604 نسمة .

## أعلام
- فرنسيس جوزيف فلين
- جون كالفن رايت